# A.B. Yoffe
Abraham B. Yoffe (în ebraică אַבְרָהָם יָפֶה; n. 14 martie 1924, Bălți, România – d. 21 iunie 2008), care a devenit cunoscut mai târziu cu pseudonimul A.B. Yoffe (în ebraică א.ב. יפה), a fost un jurnalist, scriitor, editor și critic literar israelian, născut într-o familie evreiască din Basarabia (care făcea parte pe atunci din România). În timpul vieții sale a publicat cronici literare și cărți de critică literară în presa din Israel.

## Biografie

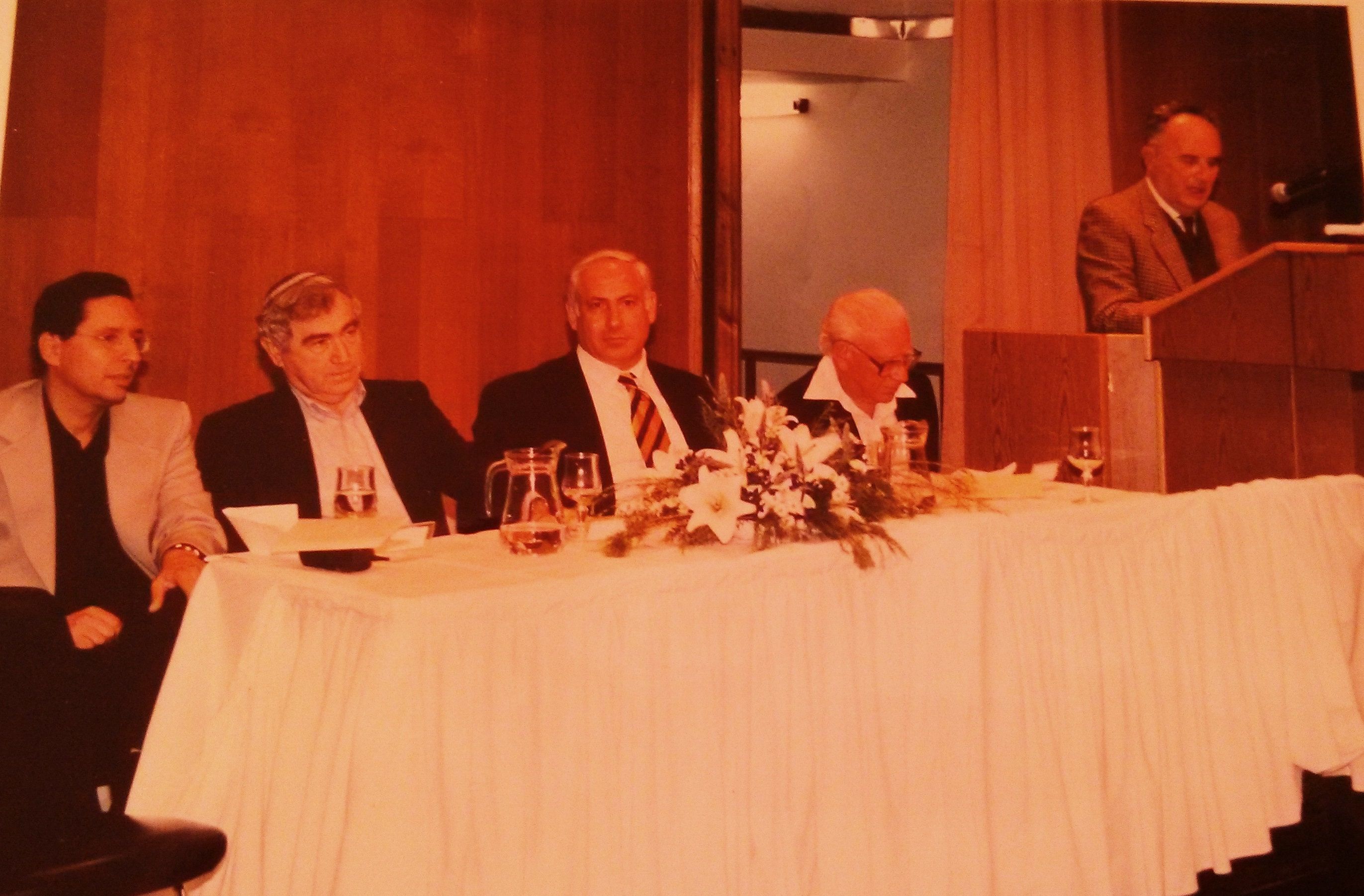
A.B. Yoffe (în dreapta), mulțumind de la tribună pentru Premiul prim-ministrului pentru literatură ebraică. Așezați la masa prezidiului de la stânga la dreapta: Ortzion Bartana, Zevulun Hammer, Binyamin Netanyahu și Aharon Yadlin.

Avraham Binyamin Yoffe s-a născut în 1924 în orașul Bălți din Basarabia. Tatăl său, inginerul Yerahmiel Yoffe (Rahmil Izrailevici Ioffe) a fost un lider local al sionismului revizionist, și în anii 1930 unul din fruntașii comunitătii evreilor din Bălți, iar mama sa, Haia Rahel (Haia - Ruchel Isaakovna, născută tot Ioffe, 1901-1980), era fiica unei familii de oameni de afaceri, tatăl ei fiind proprietarul unei fabrici de drojdie la Slobozia.
A emigrat în Palestina aflată sub mandat britanic în 1940 și a studiat la Liceul Real din Haifa, iar mai târziu la Universitatea Ebraică din Ierusalim. A făcut parte din Hagana și a servit în Armata Israeliană. A scris critică literară și de film mai întâi în limba română (1939-1940) și apoi în limba ebraică din 1943, colaborând la presa scrisă și la radio. A lucrat ca redactor la săptămânalul armatei, Bamahane, între 1948 și 1953. La începutul anilor 1950 a fost unul dintre fondatorii „Clubului de cultură progresistă” Tzavta, împreună cu Avraham Shlonsky. Prima sa carte, Poezie și realitate, a fost publicată în 1951. A scris cronici literare ale cărților publicate în limba ebraică, dar și în alte limbi, mai ales franceză, realizând comparații între ele, dar a publicat și cronică de film.
În 1950 a început să lucreze la cotidianul socialist Al Hamishmar și a fost redactor al suplimentului literar al ziarului, Hadaf lesifrut (Pagina de literatură), până în anul 1984. În această calitate i-a încurajat pe scriitorii aflați la început de carieră și a promovat temele literare pe care le-a preferat. Predecesorii săi au fost Avraham Shlonsky și Lea Goldberg. În anii 1951–1952 a realizat o emisiune radiofonică despre literatura franceză la BBC. Mai târziu, în anii 1954-1965, a lucrat la postul de radio Vocea Israelului. Între anii 1977 și 1982 a reprezentat Israelul la organizația PEN International.
Ca membru al Partidului Unit al Muncitorilor (Mapam) și-a început cariera recenzând cărți scrise în stilul realist-socialist și a fost apropiat de scriitori cu convingeri de stânga precum Avraham Shlonsky și Lea Goldberg. A publicat cărți despre viața și opera lor, bazate pe cunoașterea personală și pe activitățile comune, combinând memoriile proprii cu cercetarea operelor literare ca spectator implicat. Aceste cărți contribuie în mod fundamental la înțelegerea unei perioade și a atmosferei literare de la începuturile existenței statului Israel.
A obținut mai multe premii: premiul Fichman, premiul Talfir, premiul Bernstein, premiul Societății Autorilor, Compozitorilor și Editorilor de Muzică din Israel (ACUM), Premiul prim-ministrului pentru literatură ebraică (1996) și Premiul pentru traducere al Ministerului Educației (2000).
Yoffe a decedat pe 21 iunie 2008, în urma unei boli pulmonare. A fost căsătorit cu Yehudit Ojberlander (născută în 1930 la Rzeszów) cu care a avut doi copii.

## Scrierile sale
Yoffe a fost apropiat de generația de scriitori din vremea Războiului de Independență. Critica s-a ocupat de literatura ebraică pe parcursul secolelor, de la scriitori ai mișcării culturale Haskala ca Avraham Uri Kovner și Avraham Paperna, la scriitorii de la finele perioadei Haskalei și de la începutul  renașterii naționale, ca David Frishman, Micha Josef Berdyczewski și Yosef Haim Brenner, și până la scriitorii generației sale ca Avraham Shlonsky, Lea Goldberg, Nathan Alterman, Yaakov Horovitz și Rafael Eliaz.
În centrul cărților sale se află conflictul între nou și vechi ca parte a unei dinamici cunoscute sub numele de reînnoire și continuitate. În paralel cu analiza critică a literaturii israeliene, el a studiat contribuția scriitorilor evrei la literatura română, scriind, singur sau în colaborare, antologiile Scriitori evrei de limba română (1972) și Pe pășuni străine: Scriitori evrei din România, 1880-1940 (1996).

## Premii și onoruri
- 1974 - Premiul Fichman
- Premiul Talfir
- Premiul Bernstein
- Premiul Asociației  Autorilor, Compozitorilor și Editorilor de Muzică din Israel - AKUM
- 1996 - Premiul primului ministru Levi Eshkol pentru creație
- 2000 - Premiul pentru traducere al Ministerului Educației

## Cărți
- Poezie și realitate, publicată de biblioteca muncitorilor (1951)
- Charlie Chaplin, viața și opera (1953)
- Dialog francez (1958)
- Povești din lumea literară (1960)
- A. Shlonsky - poetul și timpul său (1966)
- Hemingway (1966)
- Molière (1971)
- Balzac (1971)
- Paralele literare moderne (1974)
- Nou versus vechi (1975)
- Pecete personală (1984)
- Întâlniri cu Lea Goldberg (1984)
- Lea Goldberg - portret și creație (1994)

A colaborat la elaborarea mai multor dicționare și antologii (listă parțială):
- Colecție de articole scrise de Shlonsky (1960),
- Anuarul jurnaliștilor (1960-1963),
- Balanța (1973-1970),
- Arta spectacolului în Israel (1965),
- Marcel Iancu / album de ilustrații (inclusiv introducerea), 1982.
- Antologia literaturii de după Independență (1989).

A mai scris prefețe ale edițiilor publicate din scrierile unor autori precum Menachem Mendel Faitelson, Yaakov Fichman, Shlomo Tzemach și Shlomo Tanai. A tradus în ebraică piese de teatru scrise de Alexandru Mirodan și Mihail Sebastian. A publicat traducerea romanului Femei al lui Mihail Sebastian în anul 1946, când avea vârsta de doar 22 de ani.